# Pancalieri
Pancalieri (piemontesisch Pancalé) ist eine Gemeinde in der italienischen Metropolitanstadt Turin (TO), Region Piemont.

## Lage und Einwohner
Der Ort liegt am Rande der Po-Ebene, 25 km südlich von Turin nahe der Mündung des Pellice in den Po. Das Gemeindegebiet umfasst eine Fläche von 15 km² und hat 1970 Einwohner (Stand 31. Dezember 2023). 
Die Nachbargemeinden sind Osasio, Virle Piemonte, Vigone, Lombriasco, Casalgrasso, Villafranca Piemonte, Faule, Faule und Polonghera.

## Einzelnachweise

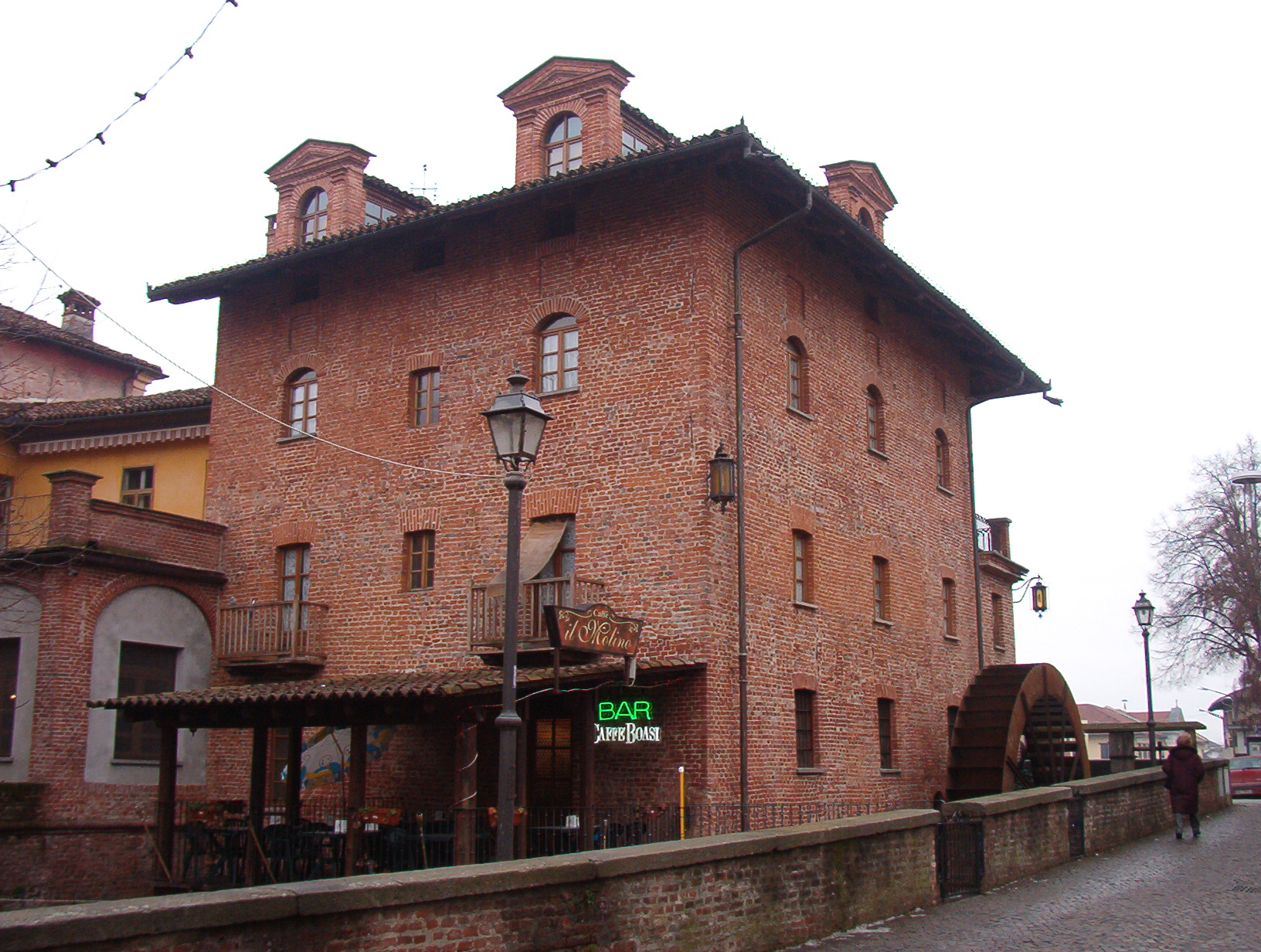
Alte Mühle

## Städtepartnerschaften
- Ataliva, seit 2003